# A Mulher Negra
A Negra ou A Mulher Negra, é uma pintura de autoria de Albert Eckhout, produzida em 1641 no período de sua estadia no Brasil a serviço de Maurício de Nassau (1641- 1644), governador do Brasil holandês que posteriormente doou a tela ao Rei Frederico III da Dinamarca em 1654. Atualmente, a pintura pertencente ao acervo do Museu Nacional da Dinamarca em Copenhague. Ela faz parte de um conjunto de oito obras que representam as faces documentais e etnográficas da pintura de Eckhout. As telas, Homem Negro (1641), Mulher Negra (1641), Homem Mulato, Mulher Mameluca (1641), Homem Tapuia (1643), Mulher Tapuia (1641), Homem Tupi (1643) e Mulher Tupi (1641), revelam o mapeamento do pintor sobre as tipologias étnicas, botânicas e geográficas, na medida em que esses três repertórios são abarcados nessas representações. 
Há muitas discussões em torno do local de confecção dessa tela, cogita-se que o pintor possa tê-la produzido em uma de suas expedições a Gana (1637) e a Angola (1641), no entanto, ao atentarmos para complexidade dos componentes da obra é possível observar que essa entrelaça os estudos feitos nessas viagens aos realizados em território brasileiro, ou seja, a representação feita por Eckhout extrapola a dimensão documental, e realística, e assume uma complexidade narrativa que entrelaça os estudos etnográficos feitos do Novo Mundo ao imaginário europeu. Ainda no que toca a discussão em torno da produção dessa tela em território brasileiro, no documento de doação da coleção etnográfica de Eckhout ao Rei Frederik III, Maurício de Nassau certifica a confecção dessas obras no Brasil. 

## Análise iconográfica
A pintura é estruturada em três planos, o primeiro composto pela vegetação rasteira, a mulher, a criança, o cactos, a carnaubeira (árvore presente no semiárido do Nordeste brasileiro), o segundo formado pelas duas palmeiras, um pé de mamão, e pela vegetação ao fundo, e o terceiro apresenta a paisagem litorânea com três navios distantes da costa, e ao lado direito a representação de cinco homens no cotidiano de trabalhos ligados ao mar.
A mulher é representada de forma clássica, seu corpo é marcado pelo detalhamento dos músculos tensionados, e sua posição imponente, são elementos que além dos adornos, como o conjunto de colar e brincos de pérolas, reiteram o tom europeu dado por Eckhout a essa pintura. O colar de pérola, a bijuteria, a pulseira de ouro, o cachimbo na cintura, e o chapéu em formato cônico, formado por penas de pavão, são objetos que levam o observador a inferir que essa mulher não é escrava, no entanto, o fato dela e da criança estarem descalços denota essa condição, gerando uma antítese que aponta para o caráter irreal e alegórico desse personagem, em que não é possível distinguir seu status social. Além dos adereços, a mulher segura uma cesta com frutas tropicais, na altura de sua cabeça, que remete através dos adornos geométricos a uma cerâmica indígena.
A mão direita da mulher se estende sob a criança, de pele mais clara, sem vestimenta, também representada em moldes clássicos, o menino pouco adornado com brincos de argola e um colar azul, que remete a uma guia de santo, segura em uma das mãos um pássaro de cabeça vermelha, e na outra uma espiga de milho, símbolos de fertilidade que estão apontados em direção à mulher.
A disposição dos corpos, assim como os outros elementos já citados, leva a crer que a confecção da tela parte de uma assemblage dos estudos do pintor que se propõe a produzir um discurso de poder, em que o domínio holandês fosse propagandeado através da imagem.

## Comentário sobre a obra
A tela, A Mulher Negra, apresenta uma gama de referências que configuram sua dimensão alegórica. Na leitura de Sandra Pesavento, essa obra é dotada de traços simbólicos, e etnográficos que expõem o imaginário europeu sobre o Novo Mundo, todos os elementos dessa pintura carregam um significado ideológico e imagético, tal como pode ser visto no seguinte fragmento:
"Mulher negra, mãe negra, este filho mulato tem a pele menos escura e os olhos mais claros que os teus, a mostrar que tens um pé na casa grande dos brancos, e que te deitaste no leito de algum senhor. Nas mãos do menino, uma espiga de milho, alimento de escravos, e também uma ave, que faz lembrar um dos primitivos nomes do Brasil: Terra dos Papagaios... Em torno de seu pescoço, um pequeno colar, lembrando uma guia de santo, atributo dos crentes da religião afro-brasileira, evocando estes deuses teimosos que atravessaram o oceano."
Há controvérsias em relação ao vínculo materno da mulher com a criança, alguns posicionamentos afirmam que apesar da cor mais clara do menino, a interpretação desse personagem como de filho de escravo confronta-se a sua representação com argolas nas orelhas e seu corpo bem nutrido.
Pesavento argumenta que os elementos paisagísticos da pintura sugerem que esse cenário pertence ao nordeste brasileiro, já que no terceiro plano é possível observar a representação de recifes próximos a praia, configurando uma alusão a cidade de Recife, e no primeiro plano, a presença da carnaubeira, planta característica da região do semi-árido brasileiro. A conjunção desses referenciais paisagísticos refletem os mapeamentos prévios realizados sobre o território brasileiro, apresentando fortes traços documentais, no entanto, é necessário olhar para as pinturas de Eckhout de forma crítica, dissecando-a a fim de desvelar sua dimensão alegórica e simbólica, tendo-a também como uma tradução dos trópicos imersa em padrões estéticos europeus.

## Contexto da obra
A expedição científica e artística trazida pelo governador do Brasil holandês, Maurício de Nassau contou com artistas como Frans Post (1612-1680), famoso por sua pintura de paisagem, e Albert Eckhout (1610-1655), pintores holandeses que tinham como objetivo a documentação minuciosa da fauna e da flora, da geografia, e dos tipos étnicos do Novo Mundo, o domínio holandês era traçado pela imagem. O relato dos viajantes, assim como as imagens produzidas nas expedições eram importantes meios de dominação dos territórios desconhecidos, dessa forma, a expressão imagética torna-se um recurso de poder muito utilizado pelos holandeses não só como forma de mapear seus territórios, mas também como meio para afirmar a dimensão de seu poder comercial no século de ouro da Holanda (século XVII), em que seus domínios se estendiam a América, a Ásia e a África.